# Seven Corners
Seven Corners és una concentració de població designada pel cens dels Estats Units a l'estat de Virgínia. Segons el cens del 2000 tenia 8.701 habitants.

## Demografia
Segons el cens del 2000, Seven Corners tenia 8.701 habitants, 3.304 habitatges, i 1.893 famílies. La densitat de població era de 4.940,4 habitants per km².
Dels 3.304 habitatges en un 28,8% hi vivien nens de menys de 18 anys, en un 39,9% hi vivien parelles casades, en un 10,8% dones solteres, i en un 42,7% no eren unitats familiars. En el 33,7% dels habitatges hi vivien persones soles el 5,5% de les quals corresponia a persones de 65 anys o més que vivien soles. El nombre mitjà de persones vivint en cada habitatge era de 2,62 i el nombre mitjà de persones que vivien en cada família era de 3,3.
Per edats la població es repartia de la següent manera: un 21,2% tenia menys de 18 anys, un 11,5% entre 18 i 24, un 41,6% entre 25 i 44, un 19,5% de 45 a 60 i un 6,2% 65 anys o més.
L'edat mediana era de 32 anys. Per cada 100 dones de 18 o més anys hi havia 108,9 homes.
La renda mediana per habitatge era de 44.579 $ i la renda mediana per família de 43.211 $. Els homes tenien una renda mediana de 31.444 $ mentre que les dones 30.743 $. La renda per capita de la població era de 20.475 $. Entorn del 15,9% de les famílies i el 18,7% de la població estaven per davall del llindar de pobresa.

## Poblacions més properes
El següent diagrama mostra les poblacions més properes.